# Fissidens orrii
Fissidens orrii là một loài Rêu trong họ Fissidentaceae. Loài này được (Lindb.) Braithw. mô tả khoa học đầu tiên năm 1881.